# El Hakim
El Hakim ist ein deutscher Spielfilm aus dem Jahre 1957 von Rolf Thiele mit O. W. Fischer und Nadja Tiller in den Hauptrollen.

## Handlung
Der Werdegang eines ägyptischen Arztes, sein Kampf gegen Armut, Unwissenheit und Korruption und seine Begegnungen mit verschiedenen Frauen werden in einer retrospektiv erzählten Geschichte des sterbenskranken Dr. Ibrahim Gamal nachgezeichnet.
Zur Zeit der englischen Kolonialherrschaft wächst der junge Fellache Ibrahim als bettelarmer Slumbewohner auf. Trotz aller Hindernisse kämpft er darum, seinen großen Traum, Arzt zu werden, zu verwirklichen. Dafür verlässt der idealistische junge Mann sein Elternhaus und geht nach Kairo, um Medizin zu studieren. Mit viel Fleiß beendet Ibrahim seine Studien und beginnt als Jungmediziner seine Laufbahn bei dem heruntergekommenen Kollegen Dr. Kolali, gegen den er rasch aufbegehrt. Neben seiner medizinischen Tätigkeit hat Dr. Gamal sein soziales Gewissen nicht vergessen und setzt sich unermüdlich für den Kampf gegen Armut und Korruption ein.
Rasch macht er sich dank seines Engagements einen Namen. Ibrahims erfolgreiche Laufbahn führt ihn anschließend nach London, wo er zum Protegé der eleganten Adeligen Lady Avon wird, und nach Paris. Doch seine Begegnungen mit attraktiven Frauen in Europa bringen ihm kein anhaltendes persönliches Glück. Erst spät entdeckt Ibrahim, was er in der attraktiven Landsfrau Aziza hat, die ihn schon seit langem liebt und die er zuvor geflissentlich übersah. Doch für die große Liebe ist es bereits zu spät. Als der Arzt der Armen wieder in seine Heimat heimgekehrt ist, ist seine eigene Gesundheit unrettbar ruiniert.

## Produktionsnotizen
El Hakim entstand vom 15. September bis zum 15. November 1957 vor allem in Ägypten, wo Fischer am 21. September 1957 eingetroffen war, sowie in London, Paris und im Filmatelier Göttingen. Der Film wurde am 16. Dezember 1957 uraufgeführt. In Wien konnte man den Streifen erstmals am 14. Januar 1958 sehen. Am 27. Juli 1964 wurde El Hakim mit der Ausstrahlung im ZDF erstmals im Fernsehen gezeigt.
Rolf Kästel diente Chefkameramann Klaus von Rautenfeld als einfacher Kameramann. Die Bauten stammen von Wolf Englert und Ernst Richter, die Kostüme entwarf Margot Schönberger.

## Kritiken
„Die Marotte Otto Wilhelm Fischers für genialisch aufgeladenes, jugendstrotzendes Hochmenschentum hieß ihn sich als John Knittels Bestsellerheld El Hakim zu verkleiden. Schwarzhaarig und stirngelockt weiß er Knittels ägyptischem Paracelsus die aufdringlichen Züge erlauchter Besessenheit und keimfreier moralischer Unantastbarkeit zu geben. Anders als noch im ‚Struensee‘ duldet er daher diesmal keinen Gegenspieler. Solche Selbstherrlichkeit macht den Film zwar pathetisch, aber sie läßt ihn undramatisch. Regisseur Rolf Thiele (‚Die Barrings‘) hat seinen Kameramann Klaus von Rautenfeld die photogene Nil-Szenerie so konterfeien lassen, daß sein Bilderbogen durchaus mit entsprechenden Hollywood-Produkten konkurrieren kann.“

„Routiniert und optisch attraktiv gestaltete Bestsellerverfilmung.“

Paimann’s Filmlisten resümierte: „Hier sind der, in einer seinem schauspielerischen Habitus entsprechenden Rolle herausgestellte, Star und Folklore durch Volksszenen sowie Originalaufnahmen Angelpunkte der ziemlich werkgetreuen Verfilmung, die … viel Fesselndes bietet.“